# 오스발도 베나비데스

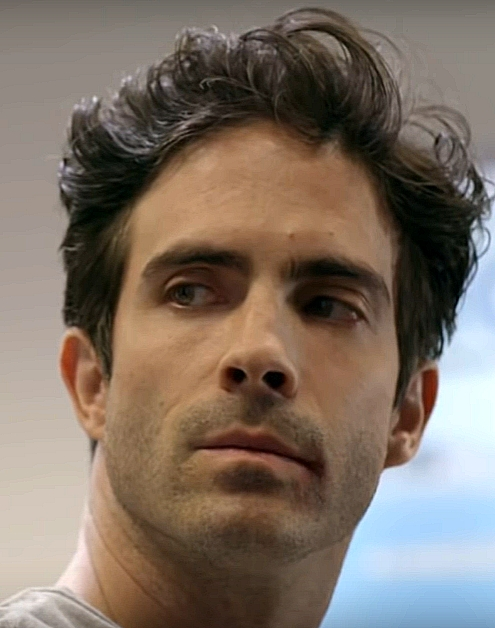

오스발도 베나비데스(Osvaldo Benavides, 1979년 6월 14일 ~ )는 멕시코의 배우, 작가, 영화 프로듀서, 텔레비전 배우, 영화배우, 연극 배우, 영화 감독, 각본가이다.
멕시코시티에서 태어났다.

## 영화
- 두 남자의 하늘 (2015년)
- 더 퍼펙트 딕테이터쉽 (2014년)
- 엘 산토스 vs 라 테토나 멘도자 (2012년)
- 서브히스테리아 (2010년)
- 어 원더풀 월드 (2006년)